# Hagtjärnen (Envikens socken, Dalarna)
Hagtjärnen är en sjö i Falu kommun i Dalarna och ingår i Dalälvens huvudavrinningsområde. Sjön har en area på 0,136 kvadratkilometer och ligger 139,2 meter över havet. Sjön avvattnas av vattendraget Lillälven (Tängerströmmen).

## Delavrinningsområde
Hagtjärnen ingår i det delavrinningsområde (674315-149953) som SMHI kallar för Utloppet av Hagtjärnen. Medelhöjden är 148 meter över havet och ytan är 2,25 kvadratkilometer. Räknas de 82 avrinningsområdena uppströms in blir den ackumulerade arean 1 009,69 kvadratkilometer. Lillälven (Tängerströmmen) som avvattnar avrinningsområdet har biflödesordning 2, vilket innebär att vattnet flödar genom totalt 2 vattendrag innan det når havet efter 254 kilometer. Avrinningsområdet består mestadels av öppen mark (26 procent) och jordbruk (51 procent). Avrinningsområdet har 0,13 kvadratkilometer vattenytor vilket ger det en sjöprocent på 5,8 procent. Bebyggelsen i området täcker en yta av 0,15 kvadratkilometer eller 7 procent av avrinningsområdet.